# سیارک ۷۷۳۰
سیارک ۷۷۳۰ (به انگلیسی: 7730 Sergerasimov، نامگذاری:1978NN1) هفت هزار و هفتصد و سیمین سیارک کشف شده‌است که در ۴ ژوئیه ۱۹۷۸ کشف شد.
قدر مطلق سیارک برابر ۲۶.۹ است.